# Nightingale (Alberta)
Nightingale est un hameau (hamlet) du Comté de Wheatland, situé dans la province canadienne d'Alberta.

## Démographie
En tant que localité désignée dans le recensement de 2011, Nightingale a une population de 15 habitants dans 5 de ses 5 logements, soit une variation de 50.0% par rapport à la population de 2006. Avec une superficie de 0,023 2 km2, le hameau possède une densité de population de 646,551 7 hab/km2 en 2011.
Concernant le recensement de 2006, Nightingale abritait 10 habitants dans 3 de ses 3 logements. Avec une superficie de 0,023 2 km2, le hameau possédait une densité de population de 431,0 hab/km2 en 2006.